# Bomba d'aire a pressió

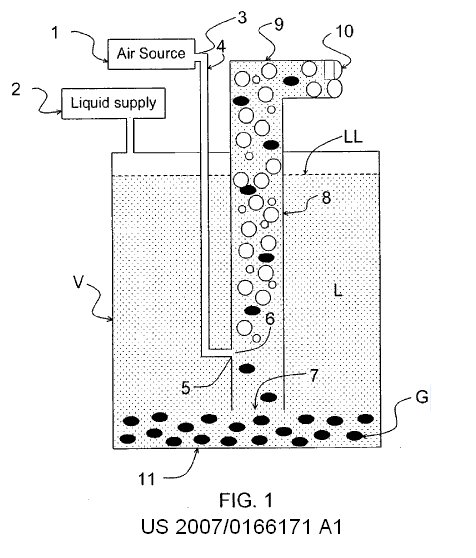
Una bomba d'aire a pressió, alimentada per aire comprimit, fa pujar el fluid arrossegant gas per reduir la seva densitat.
1. subministrament d’aire
2. subministrament líquid
3. port d’entrada d’aire
4. línia de subministrament d’aire
5. port aeri
6. sortida d'aire
7. ingesta de líquids
8. tub elevador
9. barreja líquida d’aire
10. sortida de la bomba
L: líquid, generalment aigües residuals
LL: nivell de líquid
V: Vas
G: grava o sòlids.

Una bomba d'aire a pressió és una bomba que té una succió baixa i una descàrrega moderada de líquids i sòlids arrossegats. La bomba injecta aire comprimit a la part inferior de la canonada de descàrrega que es troba immersa en el líquid. L’aire comprimit es barreja amb el líquid fent que la barreja aire-aigua sigui menys densa que la resta del líquid que l’envolta i, per tant, es desplaça cap amunt a través del tub de descàrrega pel líquid circumdant de major densitat. Els sòlids poden ser arrossegats al flux i, si són prou petits per cabre a través de la canonada, es descarregaran amb la resta del flux a una profunditat més baixa o per sobre de la superfície. Les bombes d'aire a pressió s'utilitzen àmpliament en aqüicultura per bombar, circular i airejar aigua en sistemes tancats de recirculació i estanys. Altres aplicacions inclouen el dragatge, l’arqueologia submarina, les operacions de recuperació i la recollida d’ exemplars científics.

## Principi
L’única energia necessària la proporciona l’aire comprimit. Aquest aire sol ser comprimit per un compressor o un bufador. L’aire s'injecta a la part inferior d’una canonada que transporta un líquid. Per flotabilitat, l’aire, que té una densitat inferior al líquid, puja ràpidament. Per pressió del fluid, el líquid es pren en el flux d’aire ascendent i es mou en la mateixa direcció que l’aire. El càlcul del cabal volumètric del líquid és possible gràcies a la física del flux bifàsic .

## Ús
- Les bombes d'aire a pressió s'utilitzen sovint en pous bruts profunds on la sorra degradaria ràpidament les peces mecàniques. (El compressor es troba a la superfície i no es necessiten parts mecàniques al pou). No obstant això pous de transport aeri han de ser molt més profund que l'aigua de taula per permetre la immersió. Generalment, l’aire es bomba com a mínim a la profunditat de l’aigua com l’aigua que s'ha d’elevar. (Si el nivell freàtic és de 50 peus a sota, l’aire s'ha de bombar 100 metres de profunditat). De vegades també s'utilitza en part del procés en una planta de tractament d'aigües residuals si es necessita un cap petit (normalment al voltant d'un cap de peu).

- Els ponts aeri s'utilitzen per recollir mostres de fauna dels sediments.[2] Els transports aèria poden sobreexemplar zooplàncton i meiofauna, però poc mostrejar animals que presenten una resposta d’escapament.[2]

- En un aquari de vegades s'utilitza una bomba d'aire a pressió per bombar aigua a un filtre.

- En un percolador de cafè s'utilitza el principi del pont aeri per fer circular el cafè.

## Inventor
La primera bomba d'aire a pressió es considera inventada per l'enginyer alemany Carl Emanuel Löscher el 1797.

## Avantatges i inconvenients

### Avantatges
- La bomba és molt fiable. El principi molt senzill és un clar avantatge. Només cal aire amb una pressió superior al líquid.
- El líquid no està en contacte amb cap element mecànic. Per tant, ni la bomba pot ser raspada (la qual cosa és important per a sandwater pous), ni el contingut en el tub (que és important per arqueològica de recerca al mar).
- Actua com a airejador d’aigua i, en algunes configuracions, pot elevar l’aigua del fons estancada a la superfície (dels dipòsits d’aigua).
- Com que no hi ha parts de la bomba restrictives, els sòlids fins al 70% del diàmetre de la canonada es poden bombar de forma fiable.

### Desavantatges
- Cost: mentre que en algun cas concret el cost operatiu pot ser manejable, la majoria de les vegades la quantitat d'aire comprimit i, per tant, l'energia necessària, és elevada en comparació amb el flux de líquid produït.[3][4]
- Les bombes de transport aeri convencionals tenen un cabal molt limitat. La bomba està activada o apagada. És molt difícil aconseguir una àmplia gamma de control de cabal proporcional variant el volum d’aire comprimit. Aquest és un desavantatge dramàtic en algunes parts d’una petita planta de tractament d’aigües residuals, com ara l’airejador.[5]
- la succió és limitada.
- aquest sistema de bombament només és adequat si el cap és relativament baix. Si es vol obtenir un cap alt, s'ha de triar un sistema de bombament convencional.
- a causa del principi, l’aire (oxigen) es dissol en el líquid. En certs casos, això pot ser problemàtic, com, per exemple, en una planta de tractament d’aigües residuals, abans d’una conca anaeròbica.

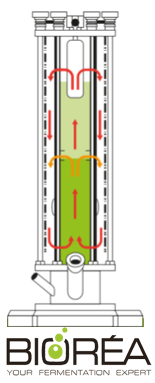
Moviment del líquid per injecció d'aire comprimit per al cultiu de microorganismes al CiYOU, bioreactor de Biorea

### Millores en el disseny

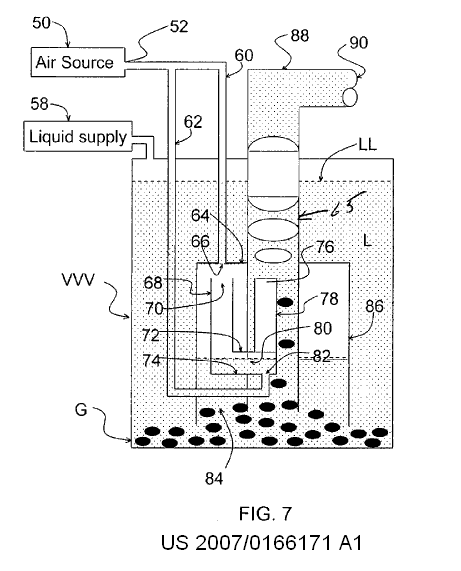
Una bomba de guèiser, una bomba d'aire a pressió millorada, impulsada per aire comprimit, fa pujar fluid forçant les bombolles que pugen a desplaçar el fluid.
50. subministrament d’aire
52. port d’entrada d’aire
58. subministrament líquid
60,62. línies de subministrament d’aire
64. extrem superior del tanc d’aire 86
66,82. ports aeris
70. entrada d’aire superior del colze en forma d’U 74
76 sortida d'aire
84. ingesta de líquids
65. tub elevador
88. líquid desplaçat
90. sortida de la bomba
L: líquid, generalment aigües residuals
LL: nivell de líquid
VVV: vas
G: grava o sòlids

Una variant recent (2007) anomenada "bomba de guèiser" pot bombar amb una aspiració més gran i menys aire. També bombeja proporcionalment al flux d’aire, permetent l’ús en processos que requereixen diferents fluxos controlats. S'organitza per emmagatzemar l'aire i alliberar-lo en grans bombolles que se segellen a la canonada d'elevació, aixecant llimacs de fluid.

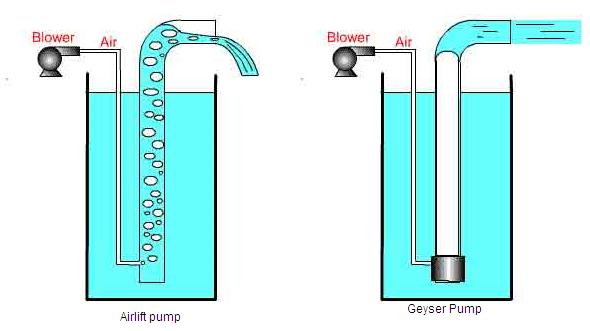
bomba d'aire a pressió (esquerra) en comparació amb la bomba de guèiser (dreta)